# Perú en los Juegos Bolivarianos de la Juventud
Perú participa en los Juegos Bolivarianos de la Juventud desde la primera edición, realizada en Lima de 2024.

## Delegación
Para los Juegos Bolivarianos de la Juventud de 2024, Perú acudió con una delegación de 185 atletas los cuales participaron en 24 disciplinas deportivas.

## Medallero histórico
| Año   | País               | Sede  | Posición | Oro | Plata | Bronce | Total |
| ----- | ------------------ | ----- | -------- | --- | ----- | ------ | ----- |
| 2024  | Bandera de Bolivia | Sucre | 5/8      | 20  | 26    | 50     | 100   |
| Total | Total              |       |          | 20  | 26    | 50     | 100   |